# 1957 na literatura

## Nascimentos
| Data           | Nome                   | Profissão                             | Nacionalidade | Observações | Ref   |
| -------------- | ---------------------- | ------------------------------------- | ------------- | ----------- | ----- |
| 2 de junho     | António Costa Santos   | jornalista e escritor                 | Portugal      |             |       |
| 16 de julho    | António Mota           | escritor                              | Portugal      |             |       |
| 16 de julho    | António Simões do Paço | jornalista, editor e historiador      | Portugal      |             | [ 1 ] |
| 26 de julho    | Rosana Hermann         | escritora, roteirista e apresentadora | Brasil        |             |       |
| 13 de novembro | Stephen Baxter         | escritor, matemático e engenheiro     | Inglaterra    |             |       |
| ?              | Davino Ribeiro de Sena | diplomata e poeta                     | Brasil        |             |       |

## Mortes
| Data          | Nome                         | Profissão                                                             | Nacionalidade        | Observações | Ref |
| ------------- | ---------------------------- | --------------------------------------------------------------------- | -------------------- | ----------- | --- |
| 10 de Janeiro | Gabriela Mistral             | poetisa, educadora, diplomata e feminista Nobel de Literatura de 1945 | Chile                | n. 1889     |     |
| 9 de abril    | Belo Redondo                 | escritor e jornalista                                                 | Portugal             | n. 1900     |     |
| 23 de julho   | Giuseppe Tomasi di Lampedusa | escritor                                                              | Itália               | n. 1896     |     |
| 17 de julho   | Abílio Barreto               | poeta                                                                 | Brasil               | n.1883      |     |
| 25 de outubro | Edward John Plunkett Dunsany | escritor                                                              | Inglaterra / Irlanda | n. 1878     |     |

## Prémios literários
- Nobel de Literatura - Albert Camus
- Prémio Machado de Assis - Tasso da Silveira